# 安妮·艾伯斯
安妮·艾伯斯（德語：Anni Albers；1899年6月12日—1994年5月9日）是一位德国纺织艺术家和版画家，她因模糊了传统工艺与艺术之间的界限而闻名。

## 早年生活和教育
安妮·艾伯斯于1899年6月12日出生于德国柏林，原名安纳莉泽·埃尔莎·弗里达·弗莱施曼（Annelise Elsa Frieda Fleischmann）。她的母亲来自一个出版业家庭，她的父亲是一名家具制造商。即使在她的童年时代，她就对艺术和视觉艺术很感兴趣。她在年轻时作画，并在1916-19年间跟随印象派画家马丁·勃兰登堡学习，但在与艺术家奥斯卡·柯克西卡会面后非常气馁，后者在看到她画的肖像后尖锐地问她“你为什么画画？”:154
安妮最终决定上艺术学校，尽管艺术学生面临的挑战往往很大，生活条件也很恶劣。这样的生活方式，与她一直以来的富裕舒适的生活形成了鲜明的对比。1919年，她在汉堡艺术与工艺学校学习了两个月，然后于1922年4月开始在魏玛的包豪斯学习。

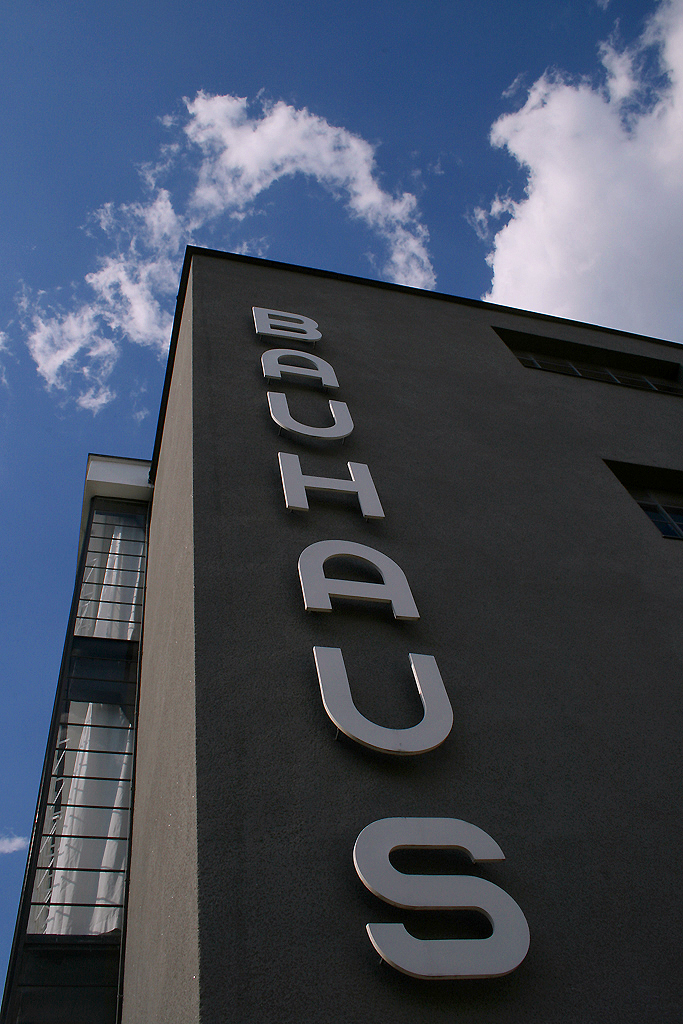
德国德绍的包豪斯

在包豪斯的第一年，她师从格尔奥格·穆赫和约翰内斯·伊顿。安妮努力在包豪斯找到她自己的科系。女性被禁止参加学校的某些学科并且在她的第二年，无法获得与未来丈夫约瑟夫·艾伯斯一起进入玻璃制作系的资格，安妮不情愿地转到编织系，这是唯一一个女性可以参加的科系。安妮从未尝试过编织，并认为它过于“娘娘腔”。然而，在她的导师贡塔·施特尔茨尔的帮助下，很快学会了理解触觉构造的挑战，并开始制作几何设计。在她的作品《作为隐喻的材料》中提到了她的包豪斯开端：“就我而言，是针织线抓住了我，这真的违背了我的意愿。编制对我来说似乎很娘娘腔。我希望有东西可以被征服。但环境让我对线产生了兴趣，它们征服了我。”

## 职业生涯
1925年，安妮与约瑟夫·艾伯斯结婚，后者迅速成为包豪斯的“初级大师”。学校于1926年搬到德绍，包豪斯对生产而非工艺的新关注促使安妮开发了许多功能独特的纺织品，这些纺织品结合了光反射、吸音、耐用性以及最小化的起皱和翘曲倾向。她出版了几件设计作品，并收到了壁毯的合同。
有一段时间，安妮是保羅·克利的学生，在瓦爾特·格羅佩斯于1928年离开德绍后，安妮搬进了克利和康定斯基旁边的教学区。在此期间，艾伯斯夫妇开始了他们一生的旅行习惯：首先经过意大利、西班牙和加那利群岛。1930年，艾伯斯因创新工作获得了包豪斯文凭：她使用一种新材料玻璃纸设计了一种吸音和反光的墙纸。
当贡塔·斯特尔策尔于1931年离开包豪斯时，安妮接任了她作为编织系负责人的职务，使她成为为数不多的在学校担任如此高级职务的女性之一。
德绍的包豪斯在纳粹党的压力下于1932关闭，并短暂迁往柏林，一年后于1933年8月永久关闭。安妮是犹太人，与丈夫和包豪斯一起搬到柏林，但随后逃往北卡罗来纳州，菲利普·约翰逊邀请这对夫妇在实验性的黑山学院任教，他们于1933年11月抵达美国。安妮担任艺术助理教授。学校专注于“边做边学”或“动手学习”。1940年代初期，刚搬来教室，织布机还没有安装好时，安妮让她的学生到外面去寻找自己的织布材料。这是关于材料和结构的基本练习。安妮经常在她的作品中尝试不同的材料，这让学生们可以想象古代织布工的情况。直到1949年，安妮和丈夫都在黑山任教。在这些年里，安妮的设计作品，包括编织品，在美国各地展出。她于1937年获得美国公民身份。1940年和1941年，安妮与一名黑山学生亚历克斯·里德共同策划了一场关于家庭珠宝的巡回展览，该展览在纽约市的威拉德画廊开幕。
1949年，安妮成为第一位在纽约现代艺术博物馆举办个展的纺织品设计师。安妮在MoMA的设计展于秋季开始，然后从1951年到1953年在美国各地巡回演出，使她成为当时最重要的设计师之一。在这些年里，她还多次前往墨西哥和整个美洲旅行，并成为前哥伦布时期艺术品的狂热收藏家。
1949年离开黑山学院后，安妮和丈夫一起搬到了康涅狄格州，并在她的家中设立了工作室。在受格罗皮乌斯委托为哈佛设计各种床罩和其他纺织品，并在MoMA展览之后，安妮在1950年代致力于可批量生产的织物图案，创作了她的大部分“图案式”编织，并出版了若干篇文章和她的作品集——《论设计》。1961年，她被美国建筑师学会授予工艺奖章。
1963年，当她和丈夫在洛杉矶的塔马林德平版印刷工作室参加他的一个讲座时，安妮被邀请尝试使用印刷媒体。她很快就喜欢上了这项技术，此后大部分时间都花在了平版印刷和丝网印刷上。1964年，她被邀请作为研究员回到塔马林德。在这里，她创作了名为《线的参与》的六幅印刷作品。阿安妮在1963年为大英百科全书写了一篇文章，然然后在她1965年出版的第二本书《论织造》中对其进行了扩充。这本书是美国世纪中叶纺织品设计运动的有力声音。她的设计工作和设计著作帮助将设计史确立为一个严肃的学术研究领域。
1976年，安妮在德国举办了两次大型展览，并在接下来的二十年中举办了几次她的设计作品展览，在此期间还获得了六个荣誉博士学位和终身成就奖，其中包括第二届美国工艺委员会1981年“精益求精”金奖。2018年，伦敦泰特现代艺术馆博与位于杜塞尔多夫的北莱茵-威斯特法伦艺术品收藏馆合作举办了艾伯斯作品回顾展和书籍。
安妮继续前往拉丁美洲和欧洲，设计和制作版画，并进行演讲，直到她于1994年5月9日在康涅狄格州奥兰治去世。约瑟夫·艾伯斯在这对夫妇于1949年从黑山搬到康涅狄格州后曾担任耶鲁大学设计系主任，1976年他先于她去世。

## 遗产
1971年，艾伯斯夫妇成立了约瑟夫和安妮·艾伯斯基金会，他们希望这是一个非营利组织，他们希望能够进一步“通过艺术来揭示和唤起愿景”。基金会官方大楼位于康涅狄格州伯大尼，“包括一个中央研究和档案存储中心，以容纳基金会的艺术收藏品、图书馆和档案馆、办公室以及来访艺术家的工作室。”
安妮于1994年入选康涅狄格州妇女名人堂。

## 艺术品
艾伯斯是一位主要从事纺织品的设计师，晚年则从事版画工作。她使用多种技术，主要是石版刻、压花、丝网印刷和照片胶印。她制作了许多水墨设计，并偶尔尝试珠宝设计。她的编织作品包括壁毯、窗帘和床罩、装裱有“图案式”图像和大量生产的庭院材料。她的编织物通常由传统和工业材料制成，并毫不犹豫地结合了黄麻、纸、马毛和玻璃纸。艾伯斯的早期作品，例如窗帘材料和士麦那地毯设计，显示了一些贯穿她整个职业生涯的特点，特别是她对色彩、形状、比例和节奏的实验，以及抽象的、交错的几何图案。她在版画方面的工作也是实验性的，因为她会“多次打印线条，首先是正面的，然后是负面的，[和印刷]脱版......她会探索她的工具的极限和可能性。”对艾伯斯来说，“没有不能为艺术服务的媒介。”